# タカニス・ベイ (護衛空母)
タカニス・ベイ (USS Takanis Bay, CVE/CVU-89) は、アメリカ海軍の護衛空母。カサブランカ級航空母艦の35番艦。艦名はアラスカ州ヤコビ島のタカニス湾に因んで命名された。

## 艦歴
「タカニス・ベイ」は1943年12月16日にワシントン州バンクーバーのカイザー造船所で起工する。1944年3月10日にオールデン・R・サンボーン夫人によって進水し、1944年4月15日にA. R. ブレイディ艦長の指揮下で就役した。
整調後に「タカニス・ベイ」はサンディエゴから西海岸で、停戦の1945年8月まで作戦活動を行う。パイロットの認証試験を行い、1944年5月24日から1945年8月28日までに2,509名のパイロットを認証した。
その後ハワイへ向かい、太平洋艦隊空母輸送部隊に配属される。2度の巡航で1,300名の帰還兵をサンディエゴに送り届けた。9月後半にタカニス・ベイはマジック・カーペット作戦に加わり、サンディエゴで800名分の寝台が増設された。ハワイへ2度、東京湾へ2度の航海を行い、帰還兵を輸送した。
「タカニス・ベイ」は1946年1月2日に最後の航海を終え、カリフォルニア州サンペドロに到着する。4月にピュージェット湾に移動し不活性化される。1946年5月1日に退役し、保管中の1955年6月12日にCVU-89（雑役空母）へ艦種変更される。その後、1959年8月1日に除籍され、1960年6月29日にイリノイ州シカゴのハイマン・ミハエルズ社にスクラップとして売却された。